# Lobsang Phuntshok Lhalungpa
Lobsang Phuntshok Lhalungpa, parfois orthographié Lobsang Phuntsok Lhalungpa, tibétain : བློ་བཟང་ཕུན་ཙོག་ལྷ་ལུང་པ, Wylie : blo bzang phun tsog lha lung pa, (5 janvier 1926 à Lhassa au Tibet - 28 avril 2008 à Santa Fe au Nouveau-Mexique) est un écrivain tibétain.

## Biographie
Lobsang Phuntshok Lhalungpa est le fils de Lhalungpa Gyaltsen Tharchin, un kuten (médium) de l'oracle de Nechung. 
Il est scolarisé en primaire et en secondaire pendant 10 ans. 
De 1940 à 1952, il est un moine-fonctionnaire au service du 14e dalaï-lama et du gouvernement tibétain. 
De 1947 à 1951, il est le représentant culturel du gouvernement tibétain à New Delhi. Il s'installe en Inde avec sa femme bhoutanaise Deki et enseigne la langue, l'histoire et la culture tibétaine dans plusieurs institutions éducatives. 
De 1956 à 1970, il dirige le premier programme en langue tibétaine de All India Radio. Il a consacré sa vie à la promotion et à la préservation de la tradition spirituelle et culturelle du Tibet. Lhalungpa traduisit La vie de Milarepa et fut choisi par le 16e karmapa pour traduire Mahamudra : Le clair de lune. 
Au milieu des années 1960, il est mandaté par le gouvernement du Sikkim et par le gouvernement tibétain en exil pour établir le curriculum de l'école primaire tibétaine, pour laquelle il écrit et est le co-auteur de 2 séries de livres. 
En 1971, il s'installe à Vancouver où il enseigne le tibétain à l'université de la Colombie-Britannique et aide des réfugiés tibétains à s'installer au Canada. 
Il s'est installé à Santa Fe en 1989. 
Il est mort à la suite d'un accident à Santa Fe, au Nouveau-Mexique, le 28 avril 2008, sa voiture ayant été heurtée par une camionnette dont le conducteur était ivre, après avoir été transporté par ambulance au CHRISTUS St. Vincent Regional Medical Center (en). Les funérailles ont eu lieu le 1er mai. Le 4 mai, un groupe de moines du monastère de Drepung Loseling a dirigé un service commémoratif, auquel ont assisté 400 personnes des communautés tibétaines de Sante Fe et d'Alberquerque. Il laisse dans le deuil sa veuve Gisela Minke et ses enfants, Tenzin, Jigme et Samphe Lhalungpa. Le 14e dalaï-lama écrivit à son fils, Samphe Lhalungpa, une déclaration lue lors d'une cérémonie commémorative :
« Votre défunt père restera dans les mémoires pour son rôle pionnier dans la création de la première émission en tibétain de All India Radio et pour son dévouement à la promotion et à la préservation de notre riche tradition spirituelle et culturelle. Il a également beaucoup aidé les communautés de réfugiés tibétains dans les premières années difficiles de leur exil. Avec sa disparition, nous perdons un grand patriote et un grand érudit. »

### Œuvres
- Tibet: The Sacred Realm, Photographs 1880-1950, Academy of Natural Sciences of Philadelphia, Philadelphia Museum of Art, 1983,  (ISBN 0893811203 et 9780893811204)
- The Life of Gampopa avec Jampa Mackenzie Stewart
- Life Story of Milarepa: Tibet’s Poet Saint avec Ken Albertsen
- Ancient Wisdom, Living Tradition: The Tibetan Spirit in the Himalayas avec Marcia Keegan

### Traductions
- The Life of Milarepa: A New Translation from the Tibetan
- Mahamudra: The Moonlight the Quintessence of Mind and Meditation de Dakpo Tashi Namgyal